# Püsselbüren
Püsselbüren ist ein Ortsteil der Stadt Ibbenbüren in Nordrhein-Westfalen. Es liegt westlich der Stadt im Herzen der Region Tecklenburger Land des Kreises Steinfurt. Püsselbüren hat 5006 Einwohner und ist nach der Kernstadt Ibbenbüren und Laggenbeck mit 9.384 Einwohnern der drittgrößte Ortsteil der Stadt.

## Geographie
Püsselbüren liegt im Ibbenbürener Tal, einem Einschnitt zwischen dem Teutoburger Wald mit dem Hermannsweg und der Ibbenbürener Bergplatte. Südlich des Ortes fließt die Ibbenbürener Aa. Hinter der Aa liegt die Hörsteler Bauerschaft Gravenhorst mit dem Kloster Gravenhorst. Östlich liegt Ibbenbüren Stadt. Westlich liegt der Ibbenbürener Ortsteil Uffeln und die Stadt Hörstel. Im Norden befindet sich Dickenberg auf dem gleichnamigen Berg. Vom Dickenberg kommt das Gewässer Jordanbach, der durch den Ort fließt. 

### Einwohner
| Datum      | Einwohner |
| ---------- | --------- |
| 31.12.2006 | 4793      |
| 31.03.2013 | 4707      |
| 31.12.2015 | 4796      |

## Verkehr

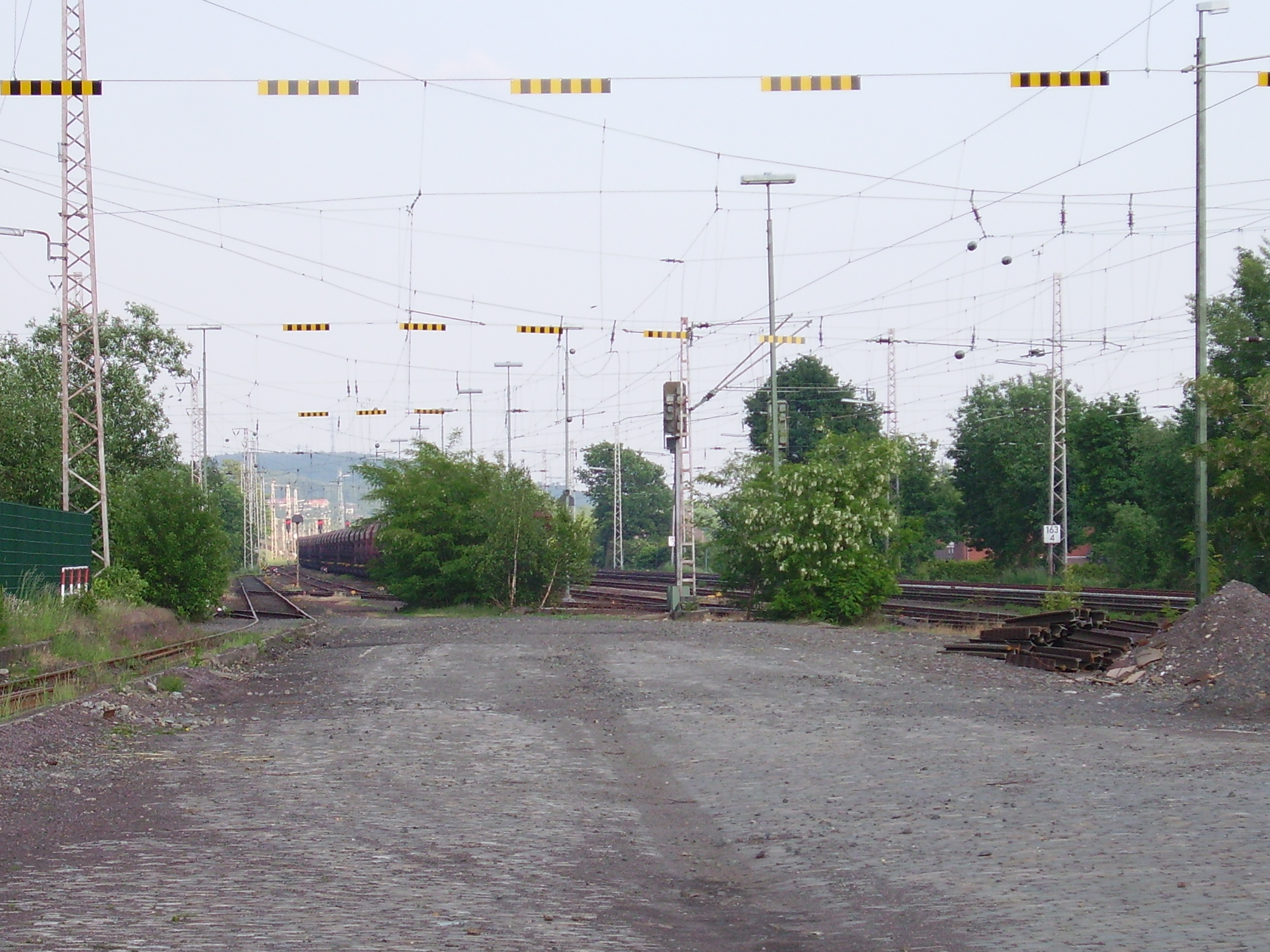
Güterbahnhof Esch

Durch Püsselbüren führt die Bahnstrecke Löhne–Rheine. Der Bahnhof Püsselbürens hieß ursprünglich Esch (Westfalen) und wurde zum 12. Dezember 2004 in „Ibbenbüren-Esch“ umbenannt. Der Güterbahnhof Esch ist von großer Wichtigkeit für den Schienenverkehr. Von hier zweigt die Werksbahn der RAG  Anthrazit (Bergwerk Ibbenbüren) zum Oeynhausenschacht oberhalb Ibbenbürens ab. Weitere Abzweiggleise führen zum Hafen Uffeln am Mittellandkanal. Hier werden neben dem Hafen auch die Werksanschlüsse Akzo Nobel Ibbenbüren sowie Wibarco (Hansa Chemie) bedient.
Nördlich von Püsselbüren, in der ehemaligen Bauernschaft Dickenberg (heute eigene Ortschaft), befand sich ein Teilstück der Bundesstraße 65, das zur Landstraße zurückgestuft wurde. Südlich von Püsselbüren verläuft die Bundesautobahn 30, die über die Anschlüsse Ibbenbüren-West und Hörstel genutzt werden kann. Durch den Ort verläuft von Ibbenbüren aus der Püsselbürener Damm, die L 598. An dieser Straße befinden sich Bushaltestellen mit Anbindung zum Innenstadtgebiet.

## Kultur

### Katholische Kirchengemeinde Herz-Jesu

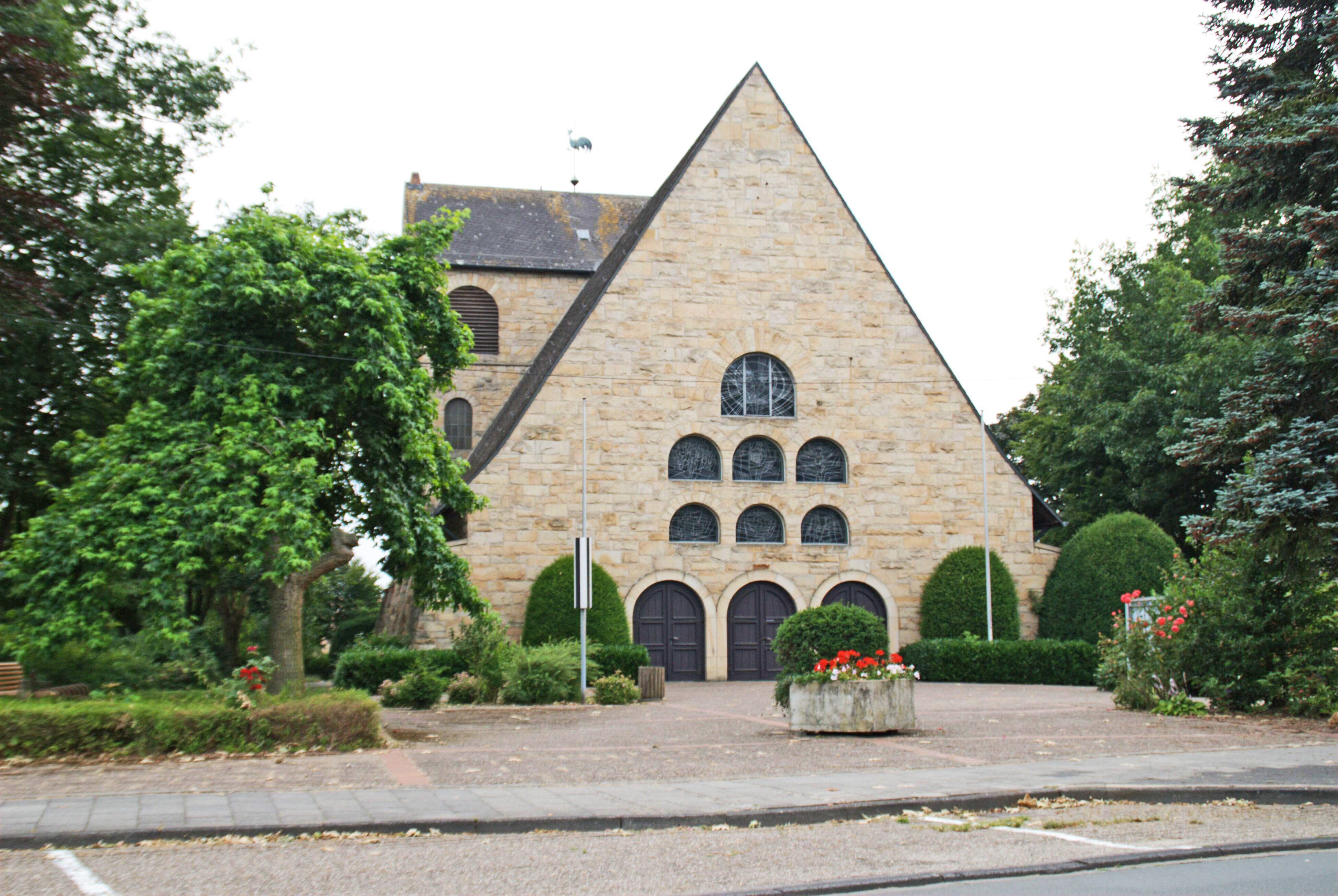
Katholische Herz-Jesu-Kirche in Püsselbüren

Mit dem ersten Gottesdienst im August 1946 im Portal des Seniorenheimes „Haus St. Hedwig“ begann die Geschichte der katholischen Kirchengemeinde Püsselbüren. Wenig später wurde eine Baracke am Hedwigsheim zur Hälfte als Kirchenraum eingerichtet.  Dem Wunsch, eine eigene Kirche zu bauen, wurde durch den damaligen Münsteraner Bischof Michael Keller stattgegeben. Kaplan August Pricking wurde zum Pfarrkurat der Hedwigskapelle bestellt und erhielt den Auftrag, mit Eigenmitteln in Selbsthilfe eine neue Kirche in Püsselbüren zu bauen. Im Mai 1950 wurde nach Plänen des Architekten Theo Burlage mit dem Kirchenneubau begonnen. Am 13. Juni 1951 wurde die Kirche mit dem Patrozinium „Herz-Jesu“ geweiht. Die Herz-Jesu-Kirche, der Kindergarten (1959) und das Pfarrheim (1963) bilden zusammen mit dem Haus St. Hedwig das Gemeindezentrum.
Verbände, Vereine sowie unterschiedliche Gemeinschaften führten und führen zu einem aktiven Gemeindeleben mit großer Beteiligung und Engagement der Gemeindemitglieder. Zu den aktiven Vereinen und Gruppen der Kirchengemeinde zählen die Kolpingfamilie mit ca. 370 Mitgliedern, die Püsselbürener Herz-Jesu Ministranten mit 65 aktiven Messdienern, die seit 1953 bestehende „kfd Herz-Jesu“, der Kirchenchor, die KAB Püsselbüren und noch viele weitere Gruppen.
Nach der Verabschiedung von Pfarrer Hermann Rohling im Jahre 2000 erhielt die Gemeinde keinen eigenen Pfarrer. Die Pfarrverwaltung und seelsorgerische Betreuung ist von den Pfarrern der umliegenden Nachbargemeinden übernommen worden.  Im Jahre 2004 wurde vom Bistum Münster geplant, die Kirchengemeinden St. Marien (Uffeln), St. Barbara (Dickenberg), St. Michael (Bockraden) und Herz-Jesu, zu einer Pfarrei zusammenzuführen. Bestandteil dieser Planung war die Schließung der Herz-Jesu Kirche. Mit großem Engagement vieler Bürger und Vereine wurde mehrere Jahre um den Erhalt der Kirche gekämpft und die Kirchenschließung letztendlich abgewendet. Im Jahre 2011 wurde die Herz-Jesu-Gemeinde mitsamt Kirche in die St. Franziskusgemeinde integriert.
Seit dem 22. September 2019 ist die Herz-Jesu-Gemeinde eine von zehn Gemeinden im Ibbenbürener Raum, die zur größten Pfarrei im Bistum Münster, der Katholischen Pfarrei St. Mauritius und Gefährten Ibbenbüren ("Kath. Kirche in Ibbenbüren und Brochterbeck"), zählt.

### Evangelisches Stephanuszentrum
In Püsselbüren existierte von 1976 bis 2015 mit dem Stephanuszentrum eine evangelische Kirchengemeinde. Diese wurde aus Teilen der Dickenberger Lukasgemeinde und der Ibbenbürener Gemeinde gebildet. Am 9. Oktober 1976 wurde das neu errichtete Gemeindezentrum feierlich eröffnet. Nachdem die Zahl der evangelischen Christen in Püsselbüren mit der Zeit immer weiter sank, wurde das Stephanuszentrum am 11. Januar 2015 entwidmet. Die verbliebenen Gemeindemitglieder wurden zwischen der Dickenberger Lukasgemeinde und dem Pauluszentrum in Langewiese aufgeteilt.

### Das Vereinsleben
Die Sportvereinene Schwarz-Weiß Esch 1930 e.V. und der Tanzsportclub Ibbenbüren e.V. widmen sich den Sportarten Fußball, Tanzen, Leichtathletik, Gymnastik, Skaten, Tennis, Turnen, Volleyball, Wandern und Walken.
Die Kolpingsfamilie Püsselbüren vereint fünf Familienkreise mit jeweils 40 bis 80 Personen und prägt neben den Fördervereinen für die örtliche Grundschule und das Herz-Jesu-Familienzentrum das soziale Engagement im Ort und darüber hinaus. Das Herz-Jesu-Familienzentrum hat unter anderem einen Kindergarten mit fünf Gruppen und über 110 Betreuungsplätzen.
Die St. Mauritius Schützenbruderschaft 1926 e.V. ist der im Ort ansässige Schützenverein. Er ist mit 600 Mitgliedern der größte Verein im Heimatschützenbund Tecklenburger Land. Im aktiven Schießbetrieb befinden sich momentan 16 Gruppen. Die Schützenbrüder feiern ihr Schützenfest immer am dritten Wochenende im Juli. Am Samstag wird das neue Kinderschützenpaar ermittelt. Am Sonntag wird dann der neue König beim Vogelschießen ermittelt und auf dem Festball am Montag gefeiert. Des Weiteren findet am Montag eine Messe in der Herz-Jesu Kirche statt mit anschließendem Schweigemarsch zum Ehrenmal, um der Gefallenen beider Kriege zu gedenken. Anschließend Treffen sich die Schützenbrüder zum Frühschoppen.
Im Ort bestehen zudem noch verschiedene Fastnachtsvereine, in denen vorwiegend Nachbarschaftspflege betrieben wird. Sie richten jährlich ein Fastnachtsfest und das „Teggeln“ aus. Der Ort unterteilt sich in die Vereine: Up’n Sande, Kladdendorp, Mauritius-Siedlung, Im Felde, Wiesengrund, Zum Esch und Eierdörpken.

## Ortsentwicklung
Im Westen des Ortes Püsselbüren wurden in den 2010er Jahren Neubaugebiete ausgewiesen, erschlossen und bebaut, um Wohnraum zu schaffen und zugleich den durch zahlreiche Mehrfamilienhäuser im westlichen Ortsgebiet geprägten Teil aufzuwerten. Im Norden, Süden und Osten ist der Ort durch Siedlungsstrukturen mit zahlreichen Ein- und Zweifamilienhäusern geprägt.
Zum Großteil befinden sich Einzelhandels und Dienstleistungsbetriebe im Osten Püsselbürens. Der Ort verfügt über eine Einfachsporthalle mit direktem Anschluss an die Grundschule. Wegen geringer Größe und starker Auslastung nutzen die örtlichen Vereine aber auch Sporthallen im fünf Kilometer entfernten Innenstadtgebiet von Ibbenbüren.
Es befinden sich drei Kindertagesstätten und ein großes Altenwohnheim im Ort. Eine der Kindertagesstätten ist direkt im Familienzentrum integriert. Dieses wurde im Januar 2014 um einen Anbau erweitert, um insbesondere die Betreuung von unter Dreijährigen leisten zu können.